# Michael D. Higgins
Pour les articles homonymes, voir Higgins et Michael Higgins.
Michael Daniel Higgins (en irlandais : Micheál Dónal Ó hUigínn), né le 18 avril 1941 à Limerick, est un homme d'État et poète irlandais, président de l'Irlande depuis le 11 novembre 2011.
Parlementaire, ministre de la Culture à deux reprises, il remporte l'élection présidentielle de 2011. Il est réélu en 2018.
L'égalité sociale, l'inclusion sociale, l'anti-sectarisme, la lutte contre le racisme et la réconciliation sont les domaines majeurs de ses interventions politiques,. Il se pose également comme défenseur des droits des femmes et des droits LGBT en Irlande.

## Biographie

### Enfance et études
Michael D. Higgins naît à Limerick, en Irlande. Son père, alcoolique, connaît de graves problèmes de santé, ce qui pousse sa mère à l'envoyer chez un oncle, agriculteur de profession. Ses deux sœurs, quant à elles, restent à Limerick.
Grâce à un prêt d'un bienfaiteur, le jeune Higgins étudie au collège Saint Flannan, à Ennis, puis à l'université nationale d'Irlande à Galway ; s'ensuit un passage à l'université de l'Indiana à Bloomington, puis à l'université de Manchester.
C'est lors de ses études que naît son engagement politique : il est élu président de la NUI Galway Students' Union (« syndicat étudiant de l'université nationale d'Irlande à Galway »), de 1964 à 1965. Il est chargé de cours en sciences politiques par la suite.

#### Langues
Outre l'anglais, le président Higgins parle couramment le gaélique irlandais et s'exprime couramment en espagnol, même dans des discours complexes. Pendant l'été 2012, il s’inscrit pour trois semaines à un cours pour étrangers organisé par l'Université internationale Menéndez Pelayo dans la ville espagnole de Santander afin de perfectionner son niveau d'espagnol comme s'il n'était qu'un étudiant de plus, malgré son statut de chef d'État. Le 24 septembre 2021, il adresse un discours de félicitation en espagnol au Président Andrés Manuel López Obrador à l'occasion de l'anniversaire de l’indépendance du Mexique,.

### Vie personnelle
Michael D. Higgins est marié à Sabina Coyne depuis 1974 et ils ont quatre enfants. Sabina Coyne a été membre fondatrice du Focus Theatre et du Stanislavsky Studio à Dublin.

### Engagement militant et politique
Michael D. Higgins a enseigné les sciences politiques et la sociologie à l'Université nationale d'Irlande et aux États-Unis. Son intérêt pour l'égalité et la justice l'a amené à entrer dans la vie publique, son engagement radical en faveur des droits de l'homme, de la paix et de la justice dans des endroits tels que le Nicaragua, El Salvador et le Cambodge, ainsi que son plaidoyer en faveur de questions progressistes telles que l'égalité de rémunération pour les femmes et les droits des personnes handicapées, sont restés constants, mais il s'est adouci au fil des ans pour accepter le gouvernement de la coalition.

### Présidentielle de 2011
Il a été désigné candidat à l'élection présidentielle irlandaise de 2011 le 19 juin 2011 au cours d'une réunion du comité national exécutif et du groupe parlementaire travaillistes. Il avait fait part de son intention pour cette candidature en septembre 2010 et a défait deux autres candidats, Fergus Finlay, président de l'association caritative Barnardo's, et Kathleen O'Meara, anciennement sénatrice.
Il remporte le scrutin avec 56,8 % des voix, à l'occasion du quatrième décompte, défaisant l'homme d'affaires indépendant Seán Gallagher. Il était arrivé en tête du premier décompte avec 39,6 % des suffrages, onze points devant Gallagher. Il est le premier travailliste élu président de l'Irlande.
Lors de son premier discours après la proclamation des résultats, qu'il entame et achève en irlandais, langue qu'il parle couramment, il assure vouloir être « le président de tout le peuple » et renonce donc à être membre du Parti travailliste, car, selon lui, « la présidence est une fonction indépendante ».

### Président d'Irlande
Le 11 novembre 2011, il est investi de sa charge lors d'une cérémonie au château de Dublin.
Le 8 avril 2014, il est invité par la reine britannique Élisabeth II au château de Windsor. C'est la première fois qu'un chef d'État irlandais est reçu en visite d'État au Royaume-Uni.
En avril 2018, sur avis du gouvernement, il a officiellement gracié Maolra Seoighe, reconnaissant une erreur judiciaire. C'est la première grâce accordée par un président irlandais, relative a un évènement antérieur à l'indépendance de l'Irlande en 1922.
Le président Higgins a fait de la promotion d'une société plus inclusive une pierre angulaire de son travail, éclairé par sa ferme conviction que chacun en Irlande a une contribution précieuse à apporter et que la société est renforcée lorsqu'elle soutient et est façonnée par une diversité d'expériences et points de vue,.
En plus de son travail en tant que conférencier, représentant du public et président de l'Irlande, Michael D. Higgins est écrivain et poète. Il a contribué à de nombreux ouvrages, couvrant divers aspects de la politique, de la sociologie, de l'histoire et de la culture de l'Irlande.
Il appelle en 2022 les pays de l'Union européenne à cesser de faire obstruction à la levée des brevets des vaccins contre la Covid-19 et à se montrer plus solidaires des pays pauvres.

### Poésie
Michael D. Higgins a publié quatre recueils de poésie,
- The Betrayal, Salmon, Galway, 1990
- The Season of Fire, Brandon, Dingle, 1993
- An Arid Season, 2004
- New and Selected Poems, Liberties Press, Dublino, 2011